# العلاقات البريطانية الغرينادية
العلاقات البريطانية الغرينادية هي العلاقات الثنائية التي تجمع بين المملكة المتحدة وغرينادا.

## مقارنة بين البلدين
هذه مقارنة عامة ومرجعية للدولتين:
| وجه المقارنة                                              | المملكة المتحدة                 | غرينادا                                |
| --------------------------------------------------------- | ------------------------------- | -------------------------------------- |
| المساحة (كم2)                                             | 242.50 ألف                      | 348                                    |
| عدد السكان (نسمة)                                         | 66.02 مليون                     | 107.83 ألف                             |
| الكثافة السكانية (ن./كم²)                                 | 272.25                          | 30.99 ألف                              |
| العاصمة                                                   | لندن                            | سانت جورجز                             |
| اللغة الرسمية                                             | لغة إنجليزية، اللغة الويلزية    | لغة إنجليزية، إنكليزية غرنادة المولدة ‏ |
| العملة                                                    | جنيه إسترليني                   | دولار شرق الكاريبي                     |
| الناتج المحلي الإجمالي (بليون دولار)                      | 2.62 تريليون                    | 1.12 مليار                             |
| الناتج المحلي الإجمالي (تعادل القوة الشرائية) بليون دولار | 2.72 تريليون                    | 1.45 مليار                             |
| الناتج المحلي الإجمالي الاسمي للفرد دولار أمريكي          | 43.88 ألف                       | 9.21 ألف                               |
| الناتج المحلي الإجمالي للفرد دولار أمريكي                 | 40.23 ألف                       | 12.43 ألف                              |
| مؤشر التنمية البشرية                                      | 0.907                           | 0.750                                  |
| رمز المكالمات الدولي                                      | +44                             | +1473                                  |
| رمز الإنترنت                                              | .uk، .gb                        | .gd                                    |
| المنطقة الزمنية                                           | توقيت غرينيتش، توقيت غرب أوروبا | 00                                     |

## مدن متوأمة
في ما يلي قائمة باتفاقيات التوأمة بين مدن بريطانية وغرينادية:
- ترتبط حي هكني في لندن مع سانت جورجز باتفاقية توأمة.

## منظمات دولية مشتركة
يشترك البلدان في عضوية مجموعة من المنظمات الدولية، منها:
| علم المنظمة | اسم المنظمة                               | تاريخ انضمام المملكة المتحدة | تاريخ انضمام غرينادا |
| ----------- | ----------------------------------------- | ---------------------------- | -------------------- |
|             | الاتحاد البريدي العالمي                   | ?                            | ?                    |
|             | يونسكو                                    | 4 نوفمبر 1946                | 17 فبراير 1975       |
|             | البنك الدولي للإنشاء والتعمير             | 27 ديسمبر 1945               | 27 أغسطس 1975        |
|             | منظمة التجارة العالمية                    | 1995                         | ?                    |
|             | وكالة ضمان الاستثمار متعدد الأطراف        | 12 أبريل 1988                | 12 أبريل 1988        |
|             | دول الكومنولث                             | 11 ديسمبر 1931               | ?                    |
|             | الاتحاد الدولي للاتصالات                  | 24 فبراير 1871               | 17 نوفمبر 1981       |
|             | منظمة الشرطة الجنائية الدولية             | ?                            | ?                    |
|             | مؤسسة التمويل الدولية                     | 20 يوليو 1956                | 28 أغسطس 1975        |
|             | الأمم المتحدة                             | 24 أكتوبر 1945               | 17 سبتمبر 1974       |
|             | بنك التنمية الكاريبي ‏                     | ?                            | ?                    |
|             | مؤسسة التنمية الدولية                     | 24 سبتمبر 1960               | 28 أغسطس 1975        |
|             | منظمة حظر الأسلحة الكيميائية              | ?                            | ?                    |
|             | المركز الدولي لتسوية المنازعات الاستشارية | 18 يناير 1967                | 23 يونيو 1991        |

## أعلام
هذه قائمة لبعض الشخصيات التي تربطها علاقات بالبلدين:
- جولييت روبرتس (موسيقية بريطانية، 6 مايو 1962[22] – )
- جيمس ديجالي (ملاكم من المملكة المتحدة، 3 فبراير 1986 – )

## وصلات خارجية
- موقع وزارة الخارجية البريطانية